# Włodzimierz Pietrzak (Dichter)

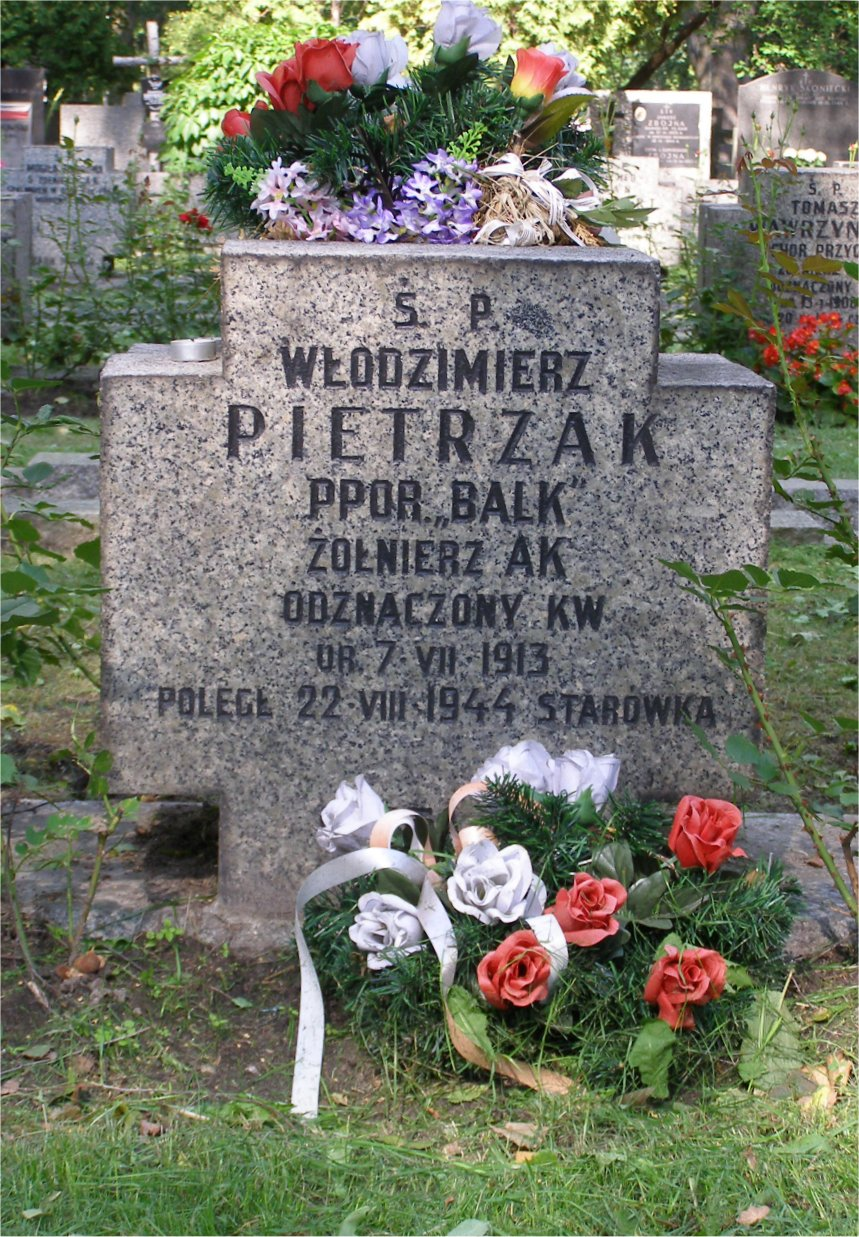
Grabmal

Włodzimierz Pietrzak (* 1913 in Warschau, Weichselland (Russland); † 1944 ebenda) war ein polnischer Dichter der Zeit des Zweiten Weltkriegs, Soldat der Heimatarmee und Teilnehmer am Warschauer Aufstand. Er wird der Generation der Kolumbusse zugerechnet.

## Leben
Pietrzak wuchs in Kalisz auf. Von 1931 bis 1935 studierte er Rechtswissenschaft an der Universität Warschau. Bereits während des Studiums trat er dem Künstlerclub S bei, der sich an der Krakauer Avantgarde orientierte. Nach dem Studium arbeitete er als Jurist für den Arbeiterfonds. Gleichzeitig publizierte er Lyrik in mehreren Literaturschriften. Nach dem deutschen Überfall auf Polen ging er in den Untergrund und engagierte sich weiter als Dichter und Verleger. Er wurde Redakteur der Untergrundzeitung Nowa Polska, die seit 1940 in Warschau erschien. Gleichzeitig arbeitete er mit dem Untergrundmagazin Sztuka i Naród zusammen. Er nahm am Warschauer Aufstand teil. Bei Kämpfen in der Warschauer Altstadt wurde er am 20. August 1944 tödlich verwundet und starb zwei Tage später. Er wurde nach dem Krieg auf dem militärischen Teil des Powązki-Friedhofs beigesetzt.